# Stol på din hustru
Stol på din hustru er en amerikansk stumfilm fra 1921 af John M. Stahl.

## Medvirkende
- Barbara Castleton som Norma Huntley
- Adele Farrington
- Winter Hall
- Lewis Stone som Edward Berkeley
- William Desmond som Tom Marshall
- Richard Headrick som Bobby
- Mary Elizabeth Forbes